# Thallumetus
Genre
Synonymes
- Dixomys Chamberlin, 1948

Thallumetus est un genre d'araignées aranéomorphes de la famille des Dictynidae.

## Distribution
Les espèces de ce genre se rencontrent en Amérique et sur l'île de l'Ascension.

## Liste des espèces
Selon World Spider Catalog (version 26, 12/07/2025) :
- Thallumetus acanthochirus Simon, 1904
- Thallumetus ascensionensis Sherwood, Marusik, Peñaherrera-R., Calderón-C. & Sharp, 2024
- Thallumetus dulcineus Gertsch, 1946
- Thallumetus latifemur (Soares & Camargo, 1948)
- Thallumetus octomaculellus (Gertsch & Davis, 1937)
- Thallumetus parvulus Bryant, 1942
- Thallumetus pineus (Chamberlin & Ivie, 1944)
- Thallumetus pullus Chickering, 1952
- Thallumetus pusillus Chickering, 1950
- Thallumetus salax Simon, 1893
- Thallumetus simoni Gertsch, 1945

Selon World Spider Catalog (version 23.5, 2023) :
- † Thallumetus copalis Wunderlich, 2004

## Systématique et taxinomie
Ce genre a été décrit par Simon en 1893 dans les Dictynidae.
Dixomys a été placé en synonymie par Chamberlin et Gertsch 1958.

## Publication originale
- Simon, 1893 : « Arachnides. Voyage de M. E. Simon au Venezuela (décembre 1887 - avril 1888). 21e Mémoire. » Annales de la Société Entomologique de France, vol. 61, p. 423-462 (texte intégral).